# Gippsland
Le Gippsland est une région économique rurale du Victoria, en Australie située dans la partie sud-est de cet État. Il couvre une superficie de 41 556 kilomètres carrés, et se trouve à l'est de Melbourne, au nord du détroit de Bass, à l'ouest de la mer de Tasman, au sud de la ligne Black-Allan qui marque une partie de la frontière entre l'État du Victoria et la Nouvelle-Galles du Sud, et à l'est et au sud-est de la Cordillère australienne et des Alpes victoriennes. Le Gippsland connaît quatre divisions statistiques, Gippsland est, Gippsland sud, Gippsland ouest et Vallée Latrobe. 
Selon le recensement australien de 2016, le Gippsland comptait 271 266 habitants. Les principaux centres de population, par ordre décroissant de population, sont Traralgon, Moe, Warragul, Morwell, Sale, Bairnsdale, Drouin, Leongatha et Phillip Island. Le Gippsland est surtout connu pour sa production primaire (mines, production d’énergie, agriculture) et ses destinations touristiques, Phillip Island, la péninsule Wilson, les lacs du Gippsland, Walhalla, le plateau de Baw Baw et la chaîne Strzelecki.

## Histoire
La région était à l'origine habitée par des Australiens autochtones de la nation Gunai et une partie du Gippsland de l'ouest par la nation Bunurong. Avant la colonisation européenne permanente, la région était visitée par des chasseurs de phoques et des récolteurs d'écorces d’acacia. 
La colonisation européenne est consécutive à deux expéditions.
Au cours de son expédition dans le sud (décembre 1839 - mai 1840) en mars 1840, l'explorateur polonais Paweł Edmund Strzelecki a dirigé une expédition sur le terrain et a donné son propre nom à de nombreux sites et sites naturels. Après ces expéditions, la région a été officiellement nommée « Gippsland », un nom choisi par Strzelecki en l'honneur du gouverneur de la Nouvelle-Galles du Sud, George Gipps.  
Angus McMillan a dirigé la deuxième expédition européenne vers 1840, nommant la région « Caledonia Australis ». La dénomination de cette région géographique reste toutefois celle de Strzelecki : Gippsland 
La commune de Bass a été fondée au début des années 1860. 
La colonisation intensive du sud du Gippsland a commencé vers la fin des années 1870. L'histoire de ce processus est racontée dans Le pays de l'oiseau lyre (1920).

## Géographie

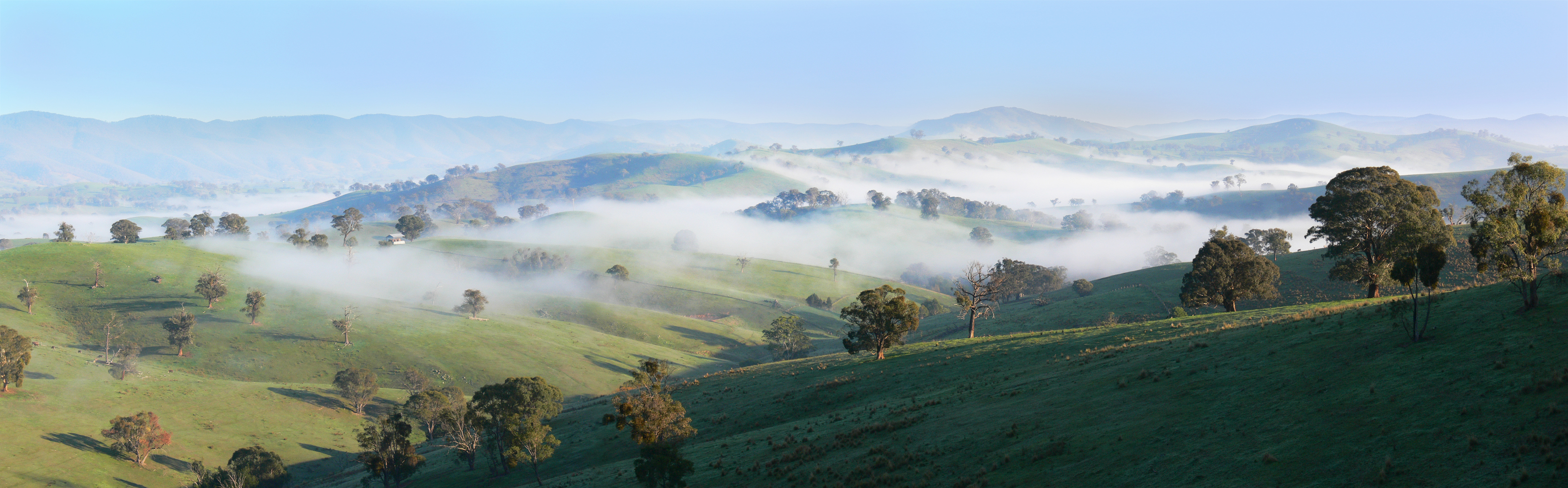
Paysage du Gippsland.

Le Gippsland est traditionnellement divisé en quatre ou cinq sous-régions ou districts principaux : 
- le Gippsland ouest (à peu près équivalent aux comtés de Cardinia et de Baw Baw) ;
- le Gippsland sud (bassins de la côte du détroit de Bass) ;
- la vallée Latrobe (ville de Latrobe et nord de Baw Baw) ;
- le Gippsland est (comté de Wellington).

Parfois, une cinquième région, le Gippsland central (correspondant approximativement au comté de Wellington), est ajoutée pour faire référence à la zone plus sèche située entre les lacs du Gippsland et la ville de Yarram.

## Climat

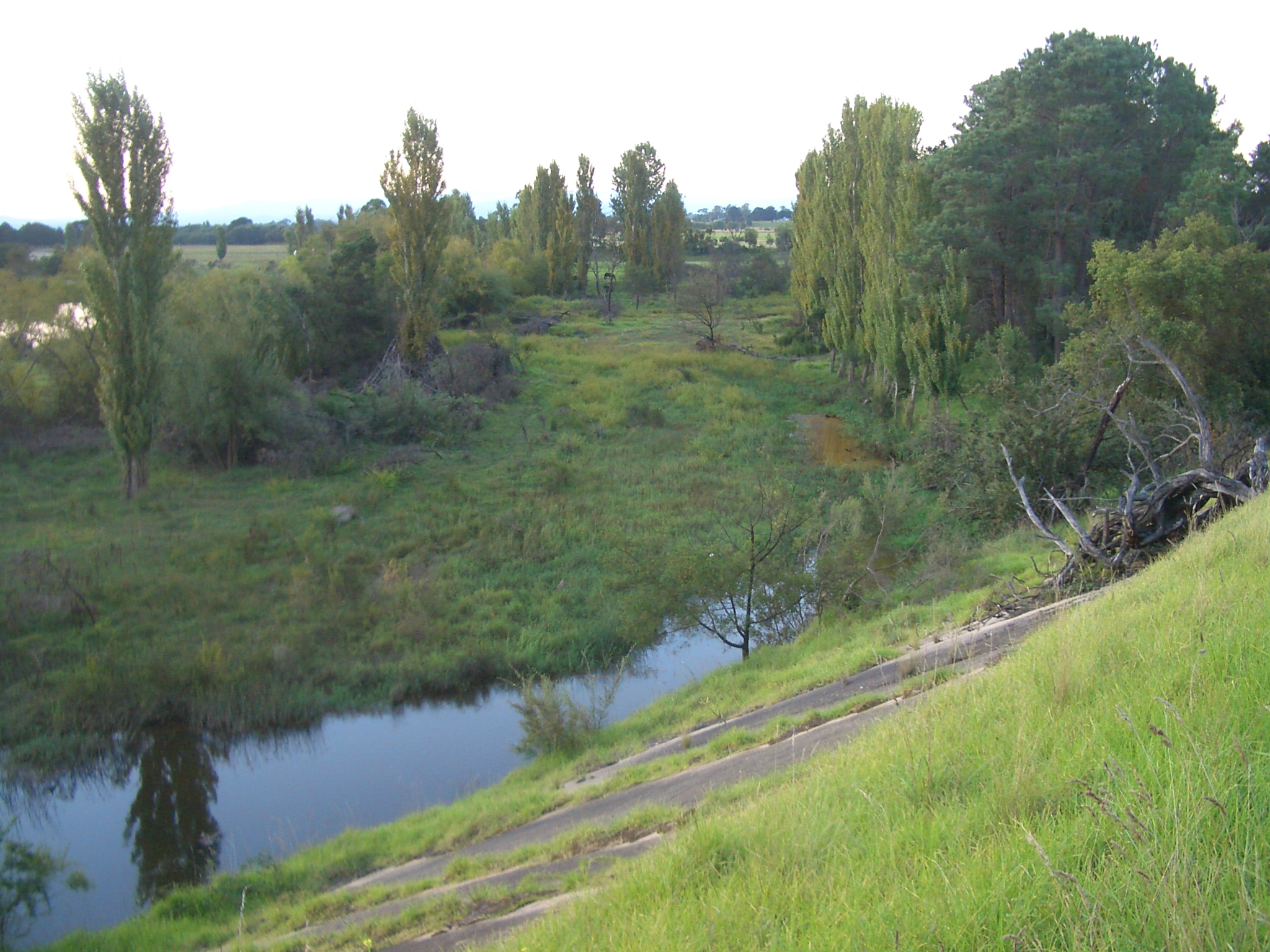
Sur la rivière Avon près de Stratford

Le climat du Gippsland est tempéré et généralement humide, sauf dans la région centrale autour de Sale, où les précipitations annuelles peuvent être inférieures à 600 mm. Dans les chaînes de Strzelecki, les précipitations annuelles peuvent atteindre 1 500 mm, alors que dans les hautes montagnes de l’East Gippsland, il atteint probablement des niveaux similaires - une grande partie tombe sous forme de neige. Dans les niveaux inférieurs de l’est de la rivière Snowy, les précipitations annuelles moyennes sont généralement de 900 mm à 950 mm et moins variable que dans les districts côtiers de Nouvelle-Galles du Sud. Les températures maximales moyennes dans les zones basses varient de 24 °C en janvier à 15 °C en juillet. Sur les hauts plateaux du Mont Baw Baw et le Plateau Errinundra, les températures vont d'un maximum de 18 °C jusqu'à un minimum de 8 °C. Cependant, en hiver, les minima moyens dans ces zones peuvent être aussi bas que −4 °C, entraînant de fortes chutes de neige qui isolent souvent le plateau d’Errinundra entre juin et octobre. 

## Ressources naturelles

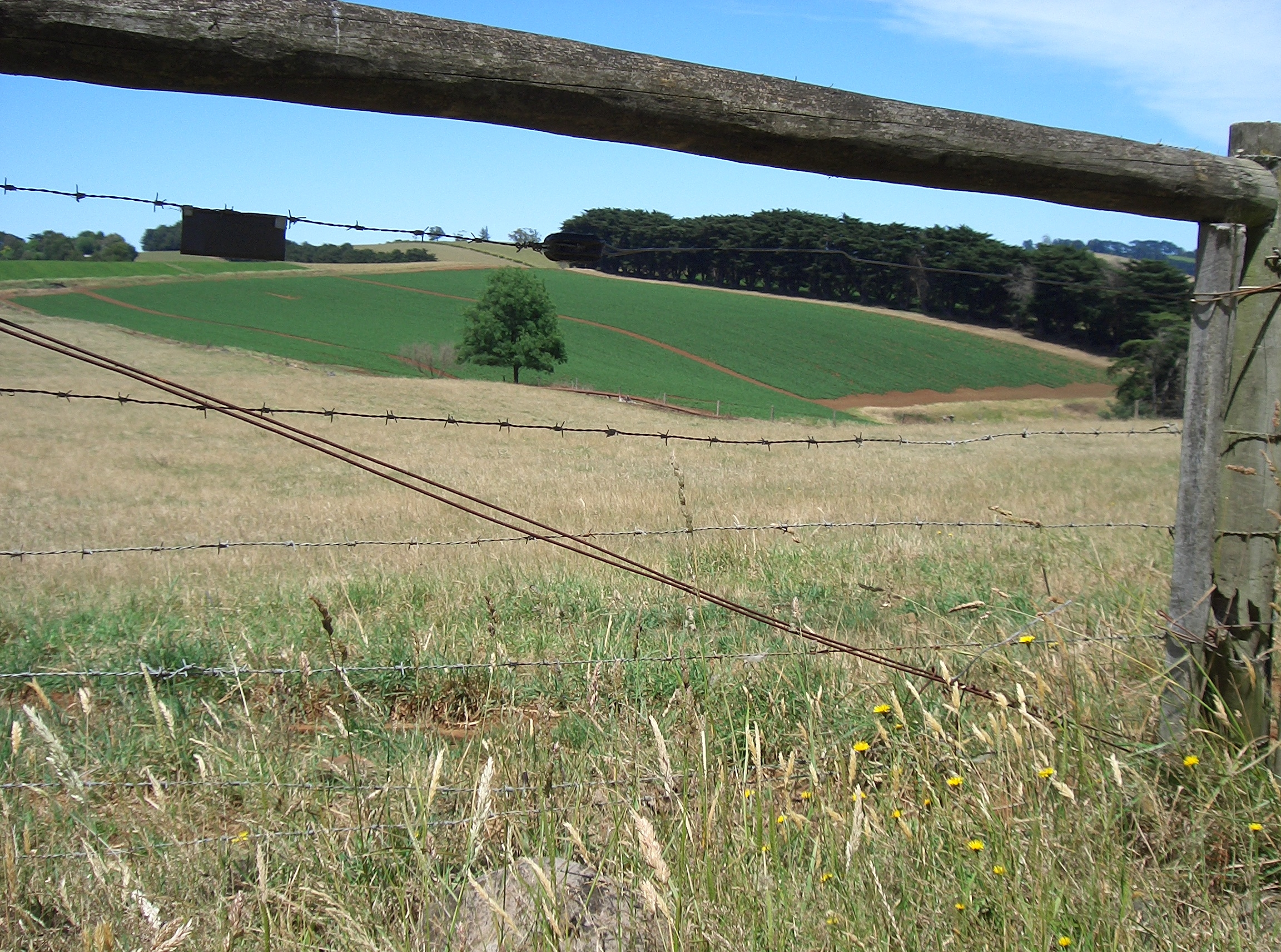
Un champ de pommes de terre (en vert), visible à travers une clôture à Thorpdale.

Les sols du Gippsland sont généralement très stériles, car ils sont profondément déficients en azote, en phosphore, en potassium et en calcium. Outre les zones fréquemment inondées, ils sont classés en tant que spodosols, psamments et ultisols. Par conséquent, une fertilisation intensive est nécessaire pour l'agriculture ou le développement pastoral. Malgré cela, certaines régions du Gippsland sont devenues des régions très productives pour la production de produits laitiers et de légumes: la région fournit à Melbourne l'essentiel de ses besoins en matières premières. Quelques sols alluviaux ont une bien meilleure fertilité naturelle, et ils ont toujours été cultivés de manière intensive. À l'extrême nord-est se trouve une petite partie du Moneland Tableland utilisée pour le bétail. 
Le Gippsland ne possède que très peu de gisements de minéraux métalliques (les ruées vers l'or au XIXe siècle autour de Foster, Buchan se sont rapidement terminés). Cependant, les mines d'or souterraines profondes ont fonctionné à Walhalla pendant une période de cinquante ans entre 1863 et 1913. Le Gippsland ne contient pas de gisements de minéraux industriels non métalliques majeurs, mais il contient les plus grands gisements de lignite au monde et, aux alentours de Sale et au large du détroit de Bass, certains des gisements les plus importants de pétrole et de gaz naturel en Australie. 
Comme dans le reste de l'Australie, les mers autour du Gippsland ont une productivité très faible, car il n'y a pas de remontée des eaux en raison des courants chauds dans la mer de Tasman. Néanmoins, des villes telles que Marlo et Mallacoota ont longtemps dépendu de la pêche à l'ormeau, dont les coquilles pouvaient coûter très cher en raison de leur utilisation pour la perle et son incrustation. 

## Démographie
Le Gippsland est composé de six gouvernements locaux :
| Gouvernement local      | Superficie       | Population (2011 census) | Population (2016 census) |         |        |        |
| ----------------------- | ---------------- | ------------------------ | ------------------------ | ------- | ------ | ------ |
| Gouvernement local      | Bass Coast Shire | Population (2011 census) | Population (2016 census) | 864 km2 | 29 614 | 32 804 |
| Shire of Baw Baw        | 4 031 km2        | 42 864                   | 48 479                   |         |        |        |
| Shire of East Gippsland | 20 941 km2       | 42 196                   | 45 040                   |         |        |        |
| Latrobe City            | 1 426 km2        | 72 396                   | 73 257                   |         |        |        |
| South Gippsland Shire   | 3 305 km2        | 27 208                   | 28 703                   |         |        |        |
| Shire of Wellington     | 10 989 km2       | 41 440                   | 42 983                   |         |        |        |
| Totaux                  | 41 556 km2       | 255 718                  | 271 266                  |         |        |        |